# Mette Jokumsen
Mette Jokumsen (* 11. Februar 1977; ⚭ Mette Staal Jokumsen) ist eine ehemalige dänische Fußballspielerin.

## Karriere

### Vereine
Jokumsen begann für den in Mejrup, wenige Kilometer östlich von Holstebro, ansässigen Mejrup Gymnastik og Ungdomsforening mit dem Fußballspielen. Im Alter von 21 Jahren wurde sie vom Hjortshøj-Egga Idrætsforening Aarhus unter Vertrag genommen. Dem Verein gehörte ab dem 1. August 1998 an und wirkte drei Saisonen lang in der Elitedivision, der seinerzeit höchsten Spielklasse im dänischen Frauenfußball. Sie blieb in Aarhus und spielte ab der Saison 2002/03 für den Stadt- und Ligarivalen Skovbakken IK. Ihre Spielerkarriere beendete sie am 22. Mai 2005 mit dem Punktspiel gegen Fortuna Hjørring im Alter von 28 Jahren, um sich intensiver der Familie und ihrer Tätigkeit als Landschaftsgärtnerin zuzuwenden.

### Nationalmannschaft
Jokumsen debütierte als Nationalspielerin für die DBU in der U21-Nationalmannschaft, die sich am 16. Juli 1995 in Randers mit 1:1 unentschieden von der U21-Nationalmannschaft Deutschlands trennte. Im zweiten Kräftemessen an selber Stätte zwei Tage später erzielte sie beim 4:2-Sieg die ersten drei Tore ihrer Mannschaft und damit auch ihre ersten drei Länderspieltore. Bis zu ihrem letzten Länderspiel in dieser Altersklasse am 8. August 1999 in Reykjavik (letztes Spiel im Turnier um den Nordic-Cup) bestritt sie fünf weitere Freundschaftsspiele (viermal gegen Deutschland, einmal gegen Finnland) und 13 weitere Turnierspiele um den Nordic-Cup, an dem Turnier sie auch in den Spieljahren 1996, 1997 und 1999 teilgenommen hatte.
Für die A-Nationalmannschaft bestritt sie in sieben Jahren 44 Länderspiele, in denen ihr zehn Tore gelangen. Sie debütierte am 16. März 1999 in Olhão bei der 0:2-Niederlage gegen die Nationalmannschaft Chinas im zweiten Spiel der Gruppe B bei ihrer Teilnahme am Turnier um den Algarve-Cup 1999. Beim 5:0-Sieg über die Nationalmannschaft Portugals im dritten Gruppenspiel am 18. März 1999 in Montechoro erzielte sie mit dem Treffer zum Endstand in der 77. Minute ihr erstes A-Länderspieltor. Das Turnier beendete sie mit ihrer Mannschaft am 20. März 1999 mit/auf Platz 4, nachdem das Spiel um Platz 3 gegen die Nationalmannschaft Norwegens in Quarteira erst im Elfmeterschießen mit 1:4 verloren wurde. Im weiteren Verlauf ihrer Länderspielkarriere kam sie bei fünf weiteren Turnierteilnahmen in 14 weiteren Spielen zum Einsatz, in denen sie zwei Tore erzielte. Des Weiteren bestritt sie 13 Freundschaftsspiele (3 S, 5 U, 5 N), fünf WM- und sieben EM-Qualifikationsspiele sowie die ersten beiden Spiele der Gruppe B bei ihrer Teilnahme an der vom 23. Juni bis zum 7. Juli 2001 in Deutschland ausgetragenen Europameisterschaft. Ihr 44. Länderspiel bestritt sie am 15. März 2005 in Faro bei der 1:2-Niederlage im Spiel um Platz 5 im Turnier um den Algarve-Cup.

## Erfolge
Nationalmannschaft
- Algarve-Cup-Finalist 2001

Skovbakken IK
- Dänischer Pokal-Finalist 2003